# Bolton (Scozia)
Bolton è un piccolo villaggio scozzese situato nell'East Lothian, distante circa 2 miglia (3,2 km) a sud da Haddington e approssimativamente 20 miglia (32,2 km) a est di Edimburgo.
Gli edifici più importanti del paesino sono la Parrocchia (costruita nel 1809) e la torre colombaia (doo'cot) del XVIII secolo.

## Storia
Dopo la morte di Robert Burns, il fratello Gilbert e in seguito anche sua sorella Annabel insieme a sua madre Agnes si trasferirono dall'Ayrshire a Bolton. Lo stesso Gilbert supervisionò la costruzione della chiesa, dove in seguito fu sepolto con la madre e la sorella.